# BorWin6
BorWin6 ist ein geplantes Hochspannungs-Gleichstrom-Projekt für die Nordsee, das Anfang 2022 von Tennet an das internationale Konsortium aus den Unternehmen McDermott International, Ltd. sowie Global Energy Interconnection Research Institute Co. Ltd. (GEIRI) und C-EPRI Electric Power Engineering Co. Ltd. (C-EPRI) vergeben wurde.

Lage der Umspannplattformen in den Windparks der Deutschen Bucht

## Konverterplattform BorWin kappa
Die dazugehörige HGÜ-Offshore-Konverterplattform BorWinkappa mit einer Nennleistung von 980 MW wird 190 Kilometer vor der Küste entstehen. Der in dem Offshore-Windpark „Nordlicht I“ im Gebiet N-7 (Zone 2) erzeugte Strom soll über 66-kV-Drehstromkabel ohne Umspannwerke direkt mit BorWinkappa verbunden werden. Hier wird der Drehstrom in Gleichstrom umgewandelt und nach Büsum transportiert.

## Leitungsvorhaben
Die Kabel des Projekts werden dafür entlang einer 235 Kilometer langen Trasse verlegt. Von Büsum wird der Strom mit einer Spannung von  320 Kilovolt über ein rund 46 Kilometer langes Erdkabel zu der Onshore-Konverterstation beim Umspannwerk Büttel transportiert. Das Vorhaben trägt die Nummer 80 im Bundesbedarfsplangesetz. Auftragnehmer für die See-, Watt und Landkabel wird Nexans.

## Hintergrund
Das Konsortium besteht aus den drei Unternehmen: McDermott International, Ltd., Global Energy Interconnection Research Institute Co. Ltd. (GEIRI) und C-EPRI Electric Power Engineering Co. Ltd. (C-EPRI).
Die Planung und das Projektmanagement werden von McDermotts HGÜ-Abteilung in Den Haag mit Unterstützung der indischen Niederlassungen in Chennai und Gurgaon durchgeführt. 
Die Herstellung der Oberseite (Topside) von BorWinkappa soll in der Werft in Jebel-Ali (Dubai, Vereinigte Arabische Emirate) erfolgen.  
Die in Peking ansässige GEIRI ist eine Tochtergesellschaft der State Grid Corporation of China (SGCC), das für den Großteil des elektrischen Netzbetriebes in China zuständig ist. Die Tochter GEIRI Europe, mit Sitz im Zentrum von Berlin, beschäftigt sich mit der angewandten Forschung von Technologien für neue Energien und intelligente Stromnetze.
Das China Electric Power Research Institute (CEPRI) gehört ebenfalls zur State Grid Corporation of China (SGCC) und wurde 1951 als eine interdisziplinäre Forschungseinrichtung gegründet.